# 運輸省
運輸省（うんゆしょう、英：Ministry of Transport）は、2001年（平成13年）1月5日まで存在した、陸海空の運輸行政のほか、海上保安・鉄道・気象等に関する行政を取扱う日本の行政機関。
運輸省の直接の前身は鉄道省であるが、それ以外の分野については他省庁からの寄せ集めであった。航空や海運は逓信省（後の郵政省）、港湾局は内務省土木局系（後の建設省）、中央気象台は文部省からそれぞれ来ている。

## 来歴
1945年（昭和20年）5月19日、運輸通信省の外局の通信院を内閣所轄の逓信院として分離させたことに伴い、運輸通信省が運輸省に改組。
1949年（昭和24年）6月1日、国有鉄道特別会計により国有鉄道運営を所管する鉄道総局を運輸省の外郭団体として新たに設立された公共企業体日本国有鉄道に移管。   
1991年（平成3年）6月、内部部局の再編成。運輸審議官を設置。運輸政策局に政策推進機能を集中し、鉄道局・自動車交通局及び海上交通局を設置。大臣官房国有鉄道改革推進部・国際運輸・観光局・地域交通局及び貨物流通局を廃止。   
2001年（平成13年）1月6日、中央省庁再編の実施に伴い建設省・国土庁・北海道開発庁と統合して、国土交通省が設置された。

## 組織

### 幹部
- 運輸大臣
- 運輸政務次官
- 事務次官
- 運輸審議官

### 本省
- 大臣官房 - 他省庁の大臣官房と比較して、地位が低かった。人事・文書・会計の3課がエリートコース。官房長は次官へのステップポストであった[5]。
- 運輸政策局 - 運輸省内のシンクタンク的存在。1984年（昭和59年）の機構改革で新設されて以降、トップセクションの地位を維持してきた。局長は次期次官待ちポスト[5]。
  - 観光部
- 鉄道総局 - 運輸通信省から引き継いだセクションだが、日本国有鉄道（現・JR）の設立に伴い鉄道の管理運営事務を移管したため廃止。鉄道に対する監督業務は鉄道監督局を経て鉄道局に引き継がれた[6]。
- 鉄道局 - 旧鉄道監督局時代には花形セクションの一つであったが、国鉄分割民営化以降は勢力が半減し、航空局に花形セクションの座を奪われた。局長は次官への足固めポスト[5]。
- 自動車交通局 - 1992年（平成4年）の機構改革で復活したが、海上交通局と並んで省内ランク最下位。局長は一年生局長のポストだった[5]。
- 海運総局 - 運輸通信省から引き継いだセクション。1948年（昭和23年）1月1日に第二復員局が廃止されるのを前に船舶の保管・掃海業務を引き継いだが、5月1日の海上保安庁設立により不法入国船舶監視本部と共に海上保安庁保安局に移管[4]。1949年（昭和24年）5月に廃止され、その業務は海運局、船舶局、船員局へ移管された[7]。
- 海上交通局  - 旧海運局時代は「海運の王者」とも称されたエリートコースであったが、その後は自動車交通局と並んで省内ランク最下位に転落[5]。
- 海上技術安全局 - 1984年（昭和59年）の機構改革で新設された横割り局の一つ。技官が課長級以上のポストを占め、局長も技官が就任することが不文律になっていた[5]。
- 港湾局 - 旧内務省の流れを汲んでいる中堅セクションの一つ。バンカラ気質が強い。局長は技官が就任[5]。
- 航空局 - 1945年（昭和20年）5月19日の運輸省発足時に設置されていた航空局は同年12月31日に廃止され、航空に関する事項は逓信院電波局航空保安部に移管された（逓信省#航空を参照）。その後逓信省航空保安部、電気通信省の外局たる航空保安庁、運輸省の外局たる航空庁を経て、1952年（昭和27年）8月1日に内部部局たる航空局が再設置された。航空事業の躍進によって、運輸省内の最大局に成長した。縦割り局のトップセクションであり、局長は次官への有力コースだった[5]。

### 施設等機関
- 船舶技術研究所
- 電子航法研究所
- 港湾技術研究所
- 交通安全公害研究所
- 海技大学校
- 航海訓練所
- 海員学校
- 航空大学校
- 運輸研修所
- 航空保安大学校

### 地方支分部局
- 地方運輸局
- 港湾建設局（第一港湾建設局（新潟市）、第二港湾建設局（横浜市）、第三港湾建設局（神戸市）、第四港湾建設局（下関市）、第五港湾建設局（名古屋市））
- 地方航空局
- 航空交通管制部

### 外局
- 船員労働委員会
- 海上保安庁
- 海難審判庁
- 気象庁

### 中央省庁再編後

#### 内部部局
- 運輸政策局→省庁再編における旧建設省建設経済局との統合により、国土交通省総合政策局へ改組。
- 海上交通局→省庁再編により海上技術安全局と統合され、国土交通省海事局へ改組。
- 海上技術安全局→省庁再編により海上交通局と統合され、国土交通省海事局へ改組。

#### 施設等機関
- 船舶技術研究所→独立行政法人化。海上技術安全研究所と改称。
- 電子航法研究所→独立行政法人化。
- 港湾技術研究所→省庁再編後に国土交通省国土技術政策総合研究所（国総研）が発足。これに伴い、独立行政法人化し、港湾空港技術研究所と改組。また組織の一部は、国総研に再編される。
- 交通安全公害研究所→独立行政法人化し、交通安全環境研究所と改称。
- 海技大学校→独立行政法人化し、2006年（平成18年）4月より海技教育機構に再編。同校は組織の一部として存続。
- 海員学校→独立行政法人化し、2006年4月より海技教育機構に再編。
- 航空大学校→独立行政法人化。
- 航海訓練所→独立行政法人化。
- 運輸研修所→中央省庁再編後、国土交通省国土交通大学校柏研修センターとして改組。
- 航空保安大学校→国土交通省の施設等機関として再編される。

#### 地方支分部局
- 地方運輸局→国土交通省の地方支分部局として改組（母体自体はそのまま残る）。
- 港湾建設局→中央省庁再編により、旧建設省地方建設局（地建）と再編され、国土交通省各地方整備局（地整）と改組。第一～第五まであった管轄区域は、地建が母体となったため力は削がれた形になり、地整の「港湾空港部」として再編される。
- 地方航空局→国土交通省の地方支分部局として再編。
- 航空交通管制部→国土交通省の地方支分部局として再編。

#### 外局
過去には海上保安庁（Maritime Safety Agency of Japan）などが有ったが、すべての機関は、国土交通省の外局として再編される。

## その他
- 運輸省の課長補佐は補佐官と呼ばれた。
- 運輸省のキャリアは入省後6年程で地方運輸局（技官は港湾建設局）の課長となりその後本省課長補佐、企画官、室長、運輸局部長から本省課長、審議官・運輸局長となり選抜され局長・事務次官であった。

## 運輸事務次官
1949年6月1日に運輸次官から運輸事務次官に改称。
| 氏名       | 在任期間              | 前職           | 退任後の役職                                                            |
| ---------- | --------------------- | -------------- | ----------------------------------------------------------------------- |
| 佐藤栄作   | - 1948.3.20           | 鉄道総局長官   | 衆議院議員 内閣総理大臣                                                 |
| 伊能繁次郎 | 1948.3.20 - 1948.4.30 | 鉄道総局長官   | 衆議院議員 参議院議員 防衛庁長官                                        |
| 下山定則   | 1948.4.30 - 1949.6.1  | 東京鉄道局長   | 日本国有鉄道総裁                                                        |
| 秋山龍     | 1949.6.1 - 1952.1.18  | 海運総局長官   | 日本空港ビルデング社長 東京モノレール社長                               |
| 牛島辰彌   | 1952.1.18 - 1954.8.3  | 自動車局長     | 帝都高速度交通営団総裁                                                  |
| 山崎小五郎 | 1954.8.3 - 1956.2.14  | 海上幕僚長     |                                                                         |
| 荒木茂久二 | 1956.2.14 - 1958.12.5 | 航空局長       | 帝都高速度交通営団総裁                                                  |
| 粟沢一男   | 1958.12.5 - 1960.7.12 | 海運局長       | 大阪国際空港周辺整備機構理事長                                          |
| 山内公猷   | 1960.7.12 - 1961.7.4  | 鉄道監督局長   | 帝都高速度交通営団副総裁                                                |
| 朝田静夫   | 1961.7.4 - 1963.4.19  | 海運局長       | 日本航空社長                                                            |
| 岡本悟     | 1963.4.19 - 1964.6.30 | 鉄道監督局長   | 参議院議員                                                              |
| 広瀬真一   | 1964.6.30 - 1965.6.2  | 鉄道監督局長   | 日本通運社長                                                            |
| 若狭得治   | 1965.6.2 - 1967.3.14  | 海運局長       | 全日本空輸社長                                                          |
| 佐藤光夫   | 1967.3.14 - 1968.6.7  | 海上保安庁長官 | 京成電鉄社長                                                            |
| 堀武夫     | 1968.6.7 - 1970.6.19  | 海運局長       | 山下新日本汽船社長 日本貨物航空社長                                     |
| 町田直     | 1970.6.19 - 1972.6.30 | 鉄道監督局長   | 日本航空副社長 日本貨物鉄道会長                                         |
| 高林康一   | 1972.6.30 - 1974.6.7  | 大臣官房長     | 京浜外貿埠頭公団理事長                                                  |
| 内村信行   | 1974.6.7 - 1976.6.2   | 大臣官房長     |                                                                         |
| 中村大造   | 1976.6.2 - 1978.6.27  | 航空局長       | 日本国有鉄道常務理事 新東京国際空港公団総裁                             |
| 住田正二   | 1978.6.27 - 1979.7.27 | 鉄道監督局長   | 東日本旅客鉄道社長                                                      |
| 中村四郎   | 1979.7.27 - 1982.6.11 | 大臣官房長     | 帝都高速度交通営団総裁                                                  |
| 杉浦喬也   | 1982.6.11 - 1984.7.1  | 鉄道監督局長   | 運輸省顧問 日本国有鉄道総裁 日本国有鉄道清算事業団理事長 全日本空輸会長 |
| 松井和治   | 1984.7.1 - 1986.6.14  | 大臣官房長     | 運輸省顧問 新東京国際空港公団総裁                                       |
| 永光洋一   | 1986.6.14 - 1987.6.19 | 大臣官房長     | 帝都高速度交通営団総裁                                                  |
| 服部経治   | 1987.6.19 - 1989.6.27 | 大臣官房長     | 運輸省顧問 関西国際空港社長                                             |
| 林淳司     | 1989.6.27 - 1991.6.18 | 航空局長       | 川崎重工業副会長                                                        |
| 中村徹     | 1991.6.18 - 1993.7.30 | 運輸政策局長   | 運輸省顧問 新東京国際空港公団総裁                                       |
| 松尾道彦   | 1993.7.30 - 1995.6.23 | 航空局長       | 運輸省顧問 日本鉄道建設公団総裁                                         |
| 豊田実     | 1995.6.23 - 1997.7.1  | 運輸政策局長   | 日本鉄道建設公団総裁                                                    |
| 黒野匡彦   | 1997.7.1 - 1999.7.13  | 航空局長       | 新東京国際空港公団総裁 成田国際空港社長                                 |
| 梅﨑壽     | 1999.7.13 - 2001.1.5  | 大臣官房長     | 帝都高速度交通営団副総裁 東京地下鉄社長（初代） 東京地下鉄名誉顧問      |